# Baïssama Sankoh
Baïssama Sankoh (Nogent-sur-Marne, 20 maart 1992) is een Frans Guinees voetballer die bij voorkeur als defensieve middenvelder speelt. Hij stroomde in 2011 door vanuit de jeugd van EA Guingamp. In juni 2017 tekende Tardieu een contract voor drie seizoenen bij SM Caen.

## Clubcarrière
Sankoh doorliep de jeugd van EA Guingamp. In het seizoen 2011/12 maakte hij de overstap naar de eerste ploeg. In het seizoen 2013/14 maakte hij zijn debuut in de Ligue1. Op 14 september 2013 speelde hij de thuiswedstrijd tegen SC Bastia en speelde de volledige wedstrijd. In het seizoen 2015/16 werd Sankoh verhuurd aan Stade Brestois. Na 1 seizoen keerde hij terug naar Guingamp. In de zomer van 2017 tekende Sankoh een contract voor 3 seizoenen bij SM Caen.

## Internationale carrière
Op 14 augustus 2013 maakte Sankoh zijn debuut voor Guinee. In de vriendschappelijke wedstrijd tegen Algerije werd hij aan de rust vervangen door Thierno Bah.

## Clubstatistieken
| Seizoen     | Club           | Competitie  | Competitie | Competitie | Beker | Beker | Internationaal | Internationaal | Totaal | Totaal |
| Seizoen     | Club           | Competitie  | Wed.       | Dlp.       | Wed.  | Dlp.  | Wed.           | Dlp.           | Wed.   | Dlp.   |
| ----------- | -------------- | ----------- | ---------- | ---------- | ----- | ----- | -------------- | -------------- | ------ | ------ |
| 2011/12     | EA Guingamp    | Ligue 2     | 4          | 0          | —     | —     | —              | —              | 4      | 0      |
| 2012/13     | EA Guingamp    | Ligue 2     | 5          | 0          | 1     | 0     | —              | —              | 6      | 0      |
| 2013/14     | EA Guingamp    | Ligue 1     | 11         | 0          | 1     | 0     | —              | —              | 12     | 0      |
| 2014/15     | EA Guingamp    | Ligue 1     | 8          | 0          | 2     | 0     | 3              | 0              | 13     | 0      |
| 2015/16     | Stade Brestois | Ligue 2     | 32         | 0          | 1     | 0     | —              | —              | 33     | 0      |
| 2016/17     | EA Guingamp    | Ligue 2     | 17         | 0          | 4     | 0     | —              | —              | 21     | 0      |
| 2017/18     | SM Caen        | Ligue 2     | 26         | 0          | 4     | 0     | —              | —              | 30     | 0      |
| 2018/19     | SM Caen        | Ligue 2     | 3          | 0          | 0     | 0     | —              | —              | 3      | 1      |
| Club totaal | Club totaal    | Club totaal | 198        | 8          | 16    | 0     | 0              | 0              | 214    | 8      |

Bijgewerkt op 22 september 2018
1 Zelazny ·
2 Baysse ·
3 Armougom ·
4 Diomandé ·
5 Sankoh ·
6 Oniangué  ·
7 Khaoui ·
9 Repas ·
10 Fajr ·
11 Ninga ·
12 Beauvue ·
13 Joseph ·
14 Gradit ·
15 Imorou ·
16 Callens ·
17 Deminguet ·
18 Bammou ·
19 Tchokounté ·
21 Guilbert ·
22 Mbengue ·
23 Dabo ·
24 Djiku ·
27 Crivelli ·
29 Genevois ·
30 Samba ·
40 Reulet ·
Coach: Mercadal